# 消防本部

消防章

消防本部（しょうぼうほんぶ）は、自治体が管轄区域における消防行政を行うために設置する常備消防機関である（日本の消防）。
原則として市町村単位で設置するものとされているが、一部の地域では一部事務組合や広域連合により設置されるものもある。また、特別区（東京23区）に関しては特別区の連合体としての東京都が東京消防庁を設置して特別区の消防本部としている。
さらに、消防業務を近隣の消防本部へ委託することも可能であり、例えば神奈川県南足柄市と足柄上郡は小田原市消防本部へ委託しており、東京都多摩地域の稲城市を除く29市町村は東京消防庁へ委託している。

## 消防本部の組織
消防本部の組織は次のとおりである。
- 消防本部
  - 消防本部の設置、位置及び名称は、条例で定める。（消防組織法第10条第1項）[1]
  - 消防本部の組織は、規則で定める。（消防組織法第10条第2項）
- 消防署
  - 人口規模等に応じ、消防本部のもとに設置される。
  - 火災の予防、警戒、鎮圧、救急、救助、災害の防除等消防防災活動の第一線を担う。
  - 消防署の設置、位置及び名称及び管轄区域は、条例で定める。（消防組織法第10条第1項）[1]
  - 消防署の組織は市町村長の承認を得て消防長が定める。（消防組織法第10条第2項）
- 分署・出張所・分遣所
  - 消防署の組織として、消防署のもとに、分署や出張所や分遣所が設けられることがある。

## 消防職員・消防吏員
消防職員は、消防長（消防本部の長）により任命され、それぞれの区域の消防本部及び消防署において消防事務に従事する職員である。
なお、消防長については、当該区域の市町村長が任命する。
- 消防本部及び消防署に消防職員を置く。（消防組織法第11条第1項）
- 消防職員は、上司の指揮監督を受け、消防事務に従事する。（消防組織法第14条）
- 消防長は、市町村長が任命し、消防長以外の消防職員は、市町村長の承認を得て消防長が任命する。（消防組織法第15条第1項）
- 消防職員に関する任用、給与、分限及び懲戒、服務その他身分取扱いに関しては、消防組織法に定めるものを除くほか、地方公務員法 の定めるところによる。（消防組織法第16条第1項）

### 消防吏員
消防吏員は、消防職員のうち階級を有する者であり、消防法や災害対策基本法等に定められた権限を執行することができる。
- 消防吏員の階級並びに訓練、礼式及び服制に関する事項は、消防庁の定める基準に従い、市町村の規則で定める。（消防組織法第16条第2項）

### その他の職員
消防吏員のほかに、事務職員や整備士・無線技師といった技術職員を置く消防本部もある。

## 消防本部の名称
消防本部の名称は、条例で定めることとされている。（消防組織法第10条第1項）
- 東京都の特別区については、東京都が消防本部を設置し、条例によりその名称を「東京消防庁」としている。[2]
- 多くの市町村は、市町村の名前にあわせて「○○消防本部」としている。
- 一部事務組合は、組合の名称にあわせて「○○事務組合（消防組合）消防本部」又は「○○広域行政事務組合（消防組合）消防本部」等としている。
- 広域連合は、広域連合の名称にあわせて「○○広域連合（消防組合）消防本部」等としている。
- 一部の市は、市町村の他の部局の名称（市民局や建設局等）にあわせて「○○消防局」としている。
- 「○○消防本部」、「○○消防局」以外の名称としては、次のような例がある。
  - 静岡県静岡市は、2005年（平成17年）4月1日に政令指定都市となったことに伴い、市長部局より防災部門を統合し、「静岡市消防局」から「静岡市消防防災局」に名称変更した。（後の2010年（平成22年）4月1日に市の組織機構改正により「静岡市消防局」に名称変更）
  - 神奈川県横浜市は、2006年（平成18年）4月1日に、消防・総務・市民の3局を統合し、「横浜市消防局」から「横浜市安全管理局」に名称変更した。（後の2010年（平成22年）4月1日に「横浜市消防局」に名称変更）
  - 静岡県焼津市は、2008年（平成20年）4月1日に、「焼津市消防本部」から「焼津市消防防災局」に名称変更した。（後の2012年（平成24年）4月1日に「焼津市消防本部」に名称変更、2013年（平成25年）3月31日に「志太広域事務組合志太消防本部」に移管）

## 市町村以外が設置する消防本部

### 東京都
東京都が特別区（東京23区）の消防本部として東京消防庁を設置している。
- 特別区の存する区域においては、特別区が連合してその区域内における消防の責任を有することとされている。（消防組織法第26条）
- 都は、特別区の存する区域において、特別区を包括する広域の地方公共団体として、人口が高度に集中する大都市地域における行政の一体性及び統一性の確保の観点から当該区域を通じて都が一体的に処理することが必要であると認められる事務を処理するものとすることとされている。（地方自治法第281条の2）

なお、東京都内の市町村（稲城市と島嶼部町村を除く）は、消防事務を東京都に事務委託することにより、東京消防庁が所轄している。

### 特別地方公共団体
市町村単独では消防本部を置かず、複数の市町村が、特別地方公共団体である一部事務組合又は広域連合を設け、消防本部を設置する場合もある。これらは消防組合とも呼ばれる。
- 消防事務を共同処理するために、一部事務組合（地方自治法第284条第2項）として消防本部を設置
- 消防事務を広域にわたり処理するために、広域連合（地方自治法第284条第3項））として消防本部を設置

いずれの場合であっても、市町村の消防に関する責任（消防組織法第6条）は当該市町村にある。

## 消防事務の委託
他の市町村に消防事務を委託し、受託した市町村が処理（地方自治法第252条の14）する場合もある。
この場合でも、市町村の消防に関する責任（消防組織法第6条）は当該市町村にある。

## 消防の常備化
常備消防機関である消防本部及び消防署を設置することを消防の常備化という。
市町村単独又は一部事務組合による消防本部の設置が進められた結果、消防の常備化は1970年代に大部分が完了した。
2013年（平成25年）4月1日現在、常備化市町村は1,684市町村、常備化されていない町村は36町村で、常備化されている市町村の割合（ 常備化率） は97.9％（市は100％、町村は96.1％）である。山間地や離島にある町村の一部を除いては、ほぼ全国的に常備化されており、人口の99.9％が常備消防によってカバーされている。
このうち一部事務組合又は広域連合により消防事務を処理している消防本部は304本部（うち広域連合は21本部）であり、その構成市町村数1,088市町村（351市、599町、138村）は常備化市町村全体の64.6％に相当する。
また、事務委託をしている市町村数は130 市町村（32市、78町、20村）であり、常備化市町村全体の7.7％に相当する。

### 常備化の沿革
- 1963年（昭和38年）　消防組織法の一部改正により、消防本部及び消防署を設置しなければならない市町村を政令で指定することとされた。
- 1964年（昭和39年）　「消防本部及び消防署を置かなければならない市町村を定める政令」の制定により、486市町村が指定された。（以降、順次追加。）
- 1971年（昭和46年）　「消防本部及び消防署を置かなければならない市町村を定める政令」の全部改正により、すべての市に消防本部及び消防署の設置を義務づけることとし、町村については人口、態容、気象条件等を考慮して自治大臣が指定することとされた。
- 1974年（昭和49年）　消防法施行令の一部改正により昭和50年以降は、消防本部及び消防署を置かなければならない市町村として指定された市町村は、同時に救急業務を実施することが義務づけられた。
- 2003年（平成15年）　常備化の進展に伴い、政令が廃止された。

### 常備消防未設置の市町村
一部の町村では消防本部が設置されておらず、消防団（いわゆる非常備消防）のみを設置しているところもある。救急業務については医療行為を行わず、緊急搬送だけを行う「役場救急」を実施する自治体が多く、一部自治体では民間委託を行っている自治体もある。

## 消防の広域化
2006年（平成18年）6月に消防組織法が一部改正され、市町村の消防の広域化について規定され（消防法第4章（第31条 - 第35条））、都道府県が消防の現況、将来の見通しを勘案し、広域化を推進する必要があるものとして推進計画に位置づける市町村について、国・都道府県が支援することとされた。全県を3つの消防組合に再編した鳥取県や、奈良県のうち奈良市・生駒市を除いた全土をカバーする奈良県広域消防組合などのような例も見られる（奈良市と生駒市を含めて広域化する計画であったが両市が離脱した）。
当初、総務省消防庁が定めた基本指針では、広域化の実現の期限を2012年度（平成24年度）末として財政支援策等が定められていたが、2013年（平成25年）に基本指針が改正され、期限が2018年（平成30年）4月1日までに延長された。
- 市町村の消防の広域化とは、二以上の市町村が消防事務（消防団の事務を除く。）を共同して処理することとすること又は市町村が他の市町村に消防事務を委託することをいう。（消防組織法第31条）
- 市町村の消防の広域化は、消防の体制の整備及び確立を図ることを旨として、行われなければならない。（消防組織法第31条）

### 総務省消防庁による研究「新しい常備消防体制の在り方について」
2002年（平成14年）3月に「新時代にふさわしい常備消防体制の在り方研究会」が設けられ、大規模・特殊災害等への効果的な対応が必要とされていること、及び他方で市町村合併の機運が急速に高まりつつあることも踏まえて、常備消防を中心とした今後の消防防災体制の充実強化の在り方について議論が行なわれた。
2006年（平成14年）12月に「新しい常備消防体制の在り方について」として報告がとりまとめられた。

### 総務省消防庁による基本指針
総務省消防庁は、2006年（平成18年）7月に「市町村の消防の広域化に関する基本指針」を定めている。
- 消防庁長官は、自主的な市町村の消防の広域化を推進するとともに市町村の消防の広域化が行われた後の消防の円滑な運営を確保するための基本的な指針を定めるものとする。（消防組織法第32条第1項）
- 基本指針においては、次に掲げる事項について定めるものとする。（消防組織法第32条第2項）
  - 自主的な市町村の消防の広域化の推進に関する基本的な事項
  - 自主的な市町村の消防の広域化を推進する期間
  - 都道府県が定める推進計画の、次のに掲げる事項に関する基準
    - 市町村の消防の現況及び将来の見通し
    - 前号の現況及び将来の見通しを勘案して、推進する必要があると認める自主的な市町村の消防の広域化の対象となる市町村の組合せ
    - 前号の組合せに基づく自主的な市町村の消防の広域化を推進するために必要な措置に関する事項

  - 広域化後の消防の円滑な運営の確保に関する基本的な事項
  - 市町村の防災に係る関係機関相互間の連携の確保に関する事項

### 都道府県による推進計画
都道府県は、総務省消防庁が定めた「市町村の消防の広域化に関する基本指針」に基づき、市町村の消防の広域化を推進する必要があると認める場合には、推進計画を定めることとされている。
- 都道府県は、基本指針に基づき、当該都道府県の区域内において自主的な市町村の消防の広域化を推進する必要があると認める場合には、その市町村を対象として、当該都道府県における自主的な市町村の消防の広域化の推進及び広域化後の消防の円滑な運営の確保に関する計画を定めるよう努めなければならない。（消防組織法第33条第1項）
- 推進計画においては、おおむね次に掲げる事項について定めるものとする。（消防組織法第33条第2項）
  - 自主的な市町村の消防の広域化の推進に関する基本的な事項
  - 市町村の消防の現況及び将来の見通し
  - 前号の現況及び将来の見通しを勘案して、推進する必要があると認める自主的な市町村の消防の広域化の対象となる市町村の組合せ
  - 前号の組合せに基づく自主的な市町村の消防の広域化を推進するために必要な措置に関する事項
  - 広域化後の消防の円滑な運営の確保に関する基本的な事項
  - 市町村の防災に係る関係機関相互間の連携の確保に関する事項

## 市町村合併と消防の広域化の問題点
2000年（平成12年）以降、いわゆる平成の大合併と呼ばれる市町村合併が進んだ。
これに伴い、一部の市町村において、消防本部が管轄する区域と食い違いが生じている。
- 市町村が合併したが、旧来の市町村の各消防本部が残ったため、新市町村に複数の消防本部が管轄する区域が存在する場合
- 以前から一部事務組合による消防本部が設置されており、市町村の合併による新市町村の区域と一部事務組合の区域が合致しない場合
- これらが複合している場合

新市町村に複数の消防本部の区域が存在する例としては、滋賀県東近江市（後に解消）、群馬県高崎市、広島県広島市（後に解消）・廿日市市、山口県山口市・周南市などが挙げられる。高崎市を例とすると高崎市および安中市の全域を高崎市・安中市消防組合（高崎市等広域消防局）が管轄しているが、旧吉井町区域のみは高崎市に編入した後も引き続き多野藤岡広域市町村圏振興整備組合へ加入している。一方で旧新町区域は、飛び地であるが高崎市に編入した事に合わせて多野藤岡広域市町村圏振興整備組合から高崎市・安中市消防組合へ移管された。
一部事務組合の区域が新市町村の区域と一致したケースとしては、埼玉県熊谷市などが挙げられる。熊谷市では「熊谷地区消防組合」の解散と「熊谷地区消防本部」から「熊谷市消防本部」への組織変更がスムーズに実施された。
島根県では、合併協議から離脱した簸川郡斐川町に対し、新たに合併した出雲市が常備消防を実施しないことを通告する事件も起こった（消防組合設置まで拒否するものであり、町が財政状態に関係なく独自に消防を置かねばならない）。住民の安心・安全の根幹を支える消防を盾にとった出雲市に対しては、消防庁をはじめ全国の消防関係者から非難の声が挙がる事態となった（その後2011年10月1日に合併）。
大阪府では、堺市と高石市が「堺市高石市消防組合」を設置していたが、2006年4月1日に政令指定都市に移行した堺市は、組合を解散して単独での消防組織設置を検討。これに対して、財政が悪化していた高石市は、独自の常備消防の設置や市内にある石油コンビナート火災に対応した車輌の購入が厳しい状況であったため、組合の解散に反対した。最終的には、組合解散後も堺市が事務委託により高石市内の消防事務を担うことで交渉がまとまり、2008年6月の両市議会で組合の解散が提案・可決され、同年10月に堺市消防局が発足した。
消防組合が解散して2つの消防本部に分裂したケースもある。岐阜県の北部飛騨地方に属する高山市と飛騨市の消防本部は現在両市が単独で運営しているが、もともとは飛騨消防組合消防本部（以下、同組合）という組織で成り立っていた。だが、2004年の飛騨市発足に伴い、加入していた吉城郡旧3町村が同組合から脱退。飛騨市の合併に参加した旧神岡町の消防本部を統合し飛騨市消防本部を立ち上げることとなった。これに伴い、神岡町に消防事務を委託していた吉城郡上宝村は飛騨市発足により神岡町との事務委託関係を解消させ、同組合に加入した。残った高山市、大野郡・吉城郡（上宝村を含む）の一部も2005年に合併した。合併に参加しなかった大野郡白川村は消防事務を高山市に委託し、同組合は解散した。
消防組合がもとで市町村合併が破談になったケースもある。長崎県西彼杵郡時津町・長与町・琴海町の3町は琴の海市として合併する予定であったが、長崎市（長崎市消防局）に委託している消防事務を琴の海市で発足させる際、3町は合併後の発足始動を前提に当面の間長崎市への委託継続を要求したが、長崎市は合併までに発足させることを要求したため、3町の合併が困難となり協議会も解散した。
一度広域合併した消防組合が解散したケースとしては、鹿児島県南薩広域消防組合のケースがある。枕崎地区消防組合と加世田地区消防組合が合併して南薩広域消防組合を発足させたが、県などの思惑は指宿地区消防組合も含めた広域合併を計画していた。しかし、通信指令室の新規整備計画の意見の相違から組合解散となり、最終的に旧加世田地区消防組合は南さつま市消防本部として単独消防を開始、枕崎市は枕崎市消防本部として単独消防を開始、枕崎地区消防組合に加盟していた南九州市の旧川辺町と旧知覧町の地域は同じ町の頴娃地区が指宿地区消防組合に加盟していたこともあり同一市町で消防が二つに分かれるのは行政的にも支障があるとして指宿市と共同で指宿南九州消防組合を設立した。